# دوين لارسون
دوين لارسون (بالإنجليزية: Duane Larson)‏ هو لاعب كرة قاعدة أمريكي، ولد في 6 سبتمبر 1948.